# Cosmia sagittata
Cosmia sagittata là một loài bướm đêm trong họ Noctuidae.